# 尤尼昂冰川

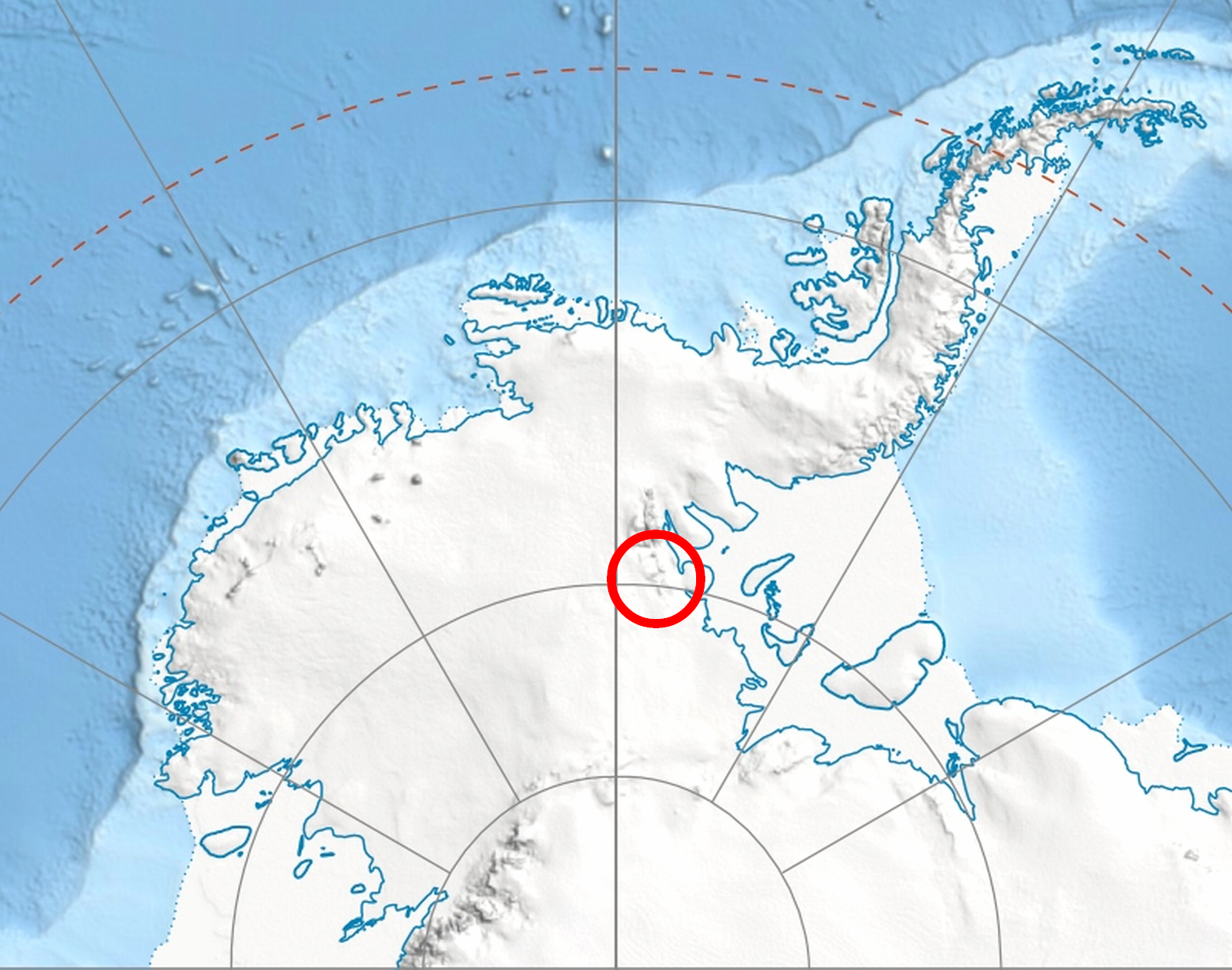

79°45′S 082°30′W / 79.750°S 82.500°W
尤尼昂冰川（英語：Union Glacier）是南極洲的冰川，位於埃爾斯沃思地，屬於埃爾斯沃思山脈中赫里蒂奇嶺的一部分，根據美國地質調查局的測量和美國海軍的空中照片被繪入地圖。